# 9809 Джимдарвін
9809 Джимдарвін (9809 Jimdarwin) — астероїд головного поясу, відкритий 13 вересня 1998 року.
Тіссеранів параметр щодо Юпітера — 3,384.